# 김영진 (성우)
김영진(金永振, 1965년 11월 23일 ~ )은 대한민국의 성우로, 1988년에 연극 배우로 활동했다가, 1994년 한국방송 성우극회 공채 24기로 입사했다.

## 주요 출연작품

### 애니메이션
- 우정의 그라운드(KBS) - 델페로
- 마하특급 델타트레인(KBS) - 본부장
- 애플캔디걸(KBS) - 쵸키
- 날아라 슈퍼보드(KBS) - 사오남
- 용의 전설 드래곤 부스터(KBS) - 모티스
- 요리조리 맛술사(KBS) - 집게벌레
- 윔지네 가족(EBS) - 아빠
- 파워 퍼프 걸(SBS)
- 범퍼킹 재퍼(SBS) - 부투
- 오늘부터 마왕(애니맥스) - 다카스코
- 디그레이맨(애니맥스) - 천년 백작
- 바람의 성흔(애니맥스)
- 사무라이 참프루(투니버스) - 야쿠자2
- 골프천재 탄도(챔프) - 표광수
- 히트가이-J(애니원) - 조반니 / 로메오
- 건스워드(애니맥스) - 가드베드 / 네로
- 명탐정 코난(투니버스) - 오창수
- 얼티밋 스파이더맨(디즈니채널)
- 긴급출동 구조대(애니맥스) - 잭
- 헬로 카봇 뱅 (SBS) - 썬런

### 애니메이션 영화
- 명탐정 코난: 감벽의 관 - 마광철
- 스타체이서(KBS)
- 신밧드: 7대양의 전설(KBS) - 프로테우스
- 스트레스 제로(MOVIE) - 천 회장 / 최 장군
- 스페이스 몽키(SBS) - 고릴라
- 체포하겠어 극장판(애니맥스) - 아리츠카 다카오

### 영화
- 블랙 레인 (SBS)
- 천녀유혼3(SBS)
- 트리거 이펙트(SBS)
- 대부 3(KBS) - 앤드류 하겐(존 사베지)
- 쉘 위 댄스(KBS) - 다나카(타구치 히로마사)
- 고인돌가족 플린스톤(KBS)
- 알비노 엘리게이터(KBS)
- 미 마이셀프 앤드 아이린(SBS)
- 블레이드(SBS) - 퀸(도널 로귀)
- 웰컴 미스터 맥도날드(KBS) - 버키(모로 모로오카)
- 할로우 맨(KBS) - 카터(그레그 그런버그)
- 데이라이트(KBS)
- 데스퍼레이트(SBS)
- 데블스 애드버킷(KBS) - 래리(닐 존스)
- 어 퓨 굿 맨(KBS) - 다우니(제임스 마샬) / 윌리엄 산티아고 일병(마이클 데로렌초)
- 마이티 조 영(KBS) - 가스(피터 퍼스)
- 무서운 영화2(KBS) - 드와이트(데이비드 크로스)
- 머시니스트(KBS) - 아이반(존 샤리언)
- 거장의 장례식(KBS) - 루이스 왕(영달)
- 경찰서를 털어라(KBS)
- 뉴튼 보이즈(KBS) - 닥 뉴튼(빈센트 도노프리오)
- 벨파고(KBS) - 펠렉스(자크 마티얼)
- 7월 4일생(KBS) - 소대장(에드 로터)
- 에너미 오브 스테이트(KBS) - 가짜 브릴(가브리엘 번) / 존스(스콧 칸)
- 첩혈속집(SBS) - 자니(황추생)
- 맨발의 경영자(KBS) - 해저드
- 뉴저지 드라이브(KBS) - 로스코
- 페이스 오프(SBS)
- 도니 다코(KBS) - 교장(데이빗 모어랜드)
- 귀여운 여인(SBS) - 톰슨(헥터 엘리존도)
- 아문센(KBS) - 쿨만(클로드-올리버 루돌프)
- 라간(KBS) - 부라 / 남데오
- 제리 맥과이어(KBS) - 프랭크 쿠쉬맨(제리 오코넬) / 캘빈 닉(브랜트 베리)
- 바람과 함께 사라지다(SBS)
- 라스트 캐슬(KBS) - 텀퍼(조지 W. 스콧) / 자모로(데이빗 앨포드)
- 화성의 유령들(KBS) - 윌리엄스(아이스 큐브)
- 크림슨 리버2(KBS)
- 상하이 눈(KBS) - 로 혼(원지정)
- 크레이블2 : 그레이브(SBS) - 토미(안소니 앤더슨)
- 식스맨(KBS) - 캐니 타일러(마론 웨이언스)
- 모스트 원티드(KBS)
- 스트리트 파이터(KBS)
- 닌자 거북이3(SBS)
- 101마리 달마시안(KBS)
- 디어 헌터(KBS)
- 돈벼락 맞은 사나이(KBS) - 마키잭스
- 시티 홀(SBS)
- 데스퍼레이트(SBS)
- 메트로(KBS)
- 에일리언 2(KBS) - 군인(리코 로스) / 의사(블레인 페어맨)
- 리틀 니키(SBS) - 캐시우스(토미 타이니 리스터)
- 디스터번스(KBS)
- 매드 맥스(SBS)
- 솔저(SBS) - 카인 607(제이슨 스캇 리)
- 하나 그리고 둘(KBS)
- 맬리스(SBS)
- 이너프(KBS)
- 대통령의 연인(KBS)
- 갱스터 초치(KBS) - 초치의 아버지(이스라엘 마코)
- 밀리언즈(KBS)
- 폰 부스(KBS) - 레미 반장(포레스트 휘태커)
- 내 이름은 튜니티(KBS) - 메스칼(레모 카피타니) / 해리먼 소령의 부하(리카르도 피즈티) / 술집 주인(루이지 보노스)
- 아마겟돈(KBS) - 흑곰(마이클 클라크 덩컨)
- 제 17 포로 수용소(KBS) - 듀크(네빌 브랜드) / 제네바 협정 협상자
- 뮌헨(KBS) - 루이(마티유 아멜릭)
- 캥거루 잭(SBS) - 루이스 부커(안소니 앤더슨)
- 잠수종과 나비(KBS)
- 블랙 벌룬(KBS) - 찰리(루크 포드)
- 카핑 베토벤(KBS) - 루디(빌 스튜어트) / 아래층 이웃(데이빗 케네디)
- 쿵푸 프리즌(KBS) - 레이먼드(밥 샵)
- 어거스트 러시(KBS) - 리처드(테렌스 하워드)
- 쿼바디스 도미네(KBS) - 티겔리누스(크르지스토프 마흐작)
- 디파이언스(KBS) - 아카디(샘 스프루엘)
- 유령 작가(KBS) - 영국인(데이빗 린톨)
- 블랙 독(SBS)
- 러브 스토리(KBS) - 올리버의 친구(토미 리 존스) / 학장(러셀 나이피) / 하키 경기 해설
- 더 콘서트(KBS) - 바실리(안겔 게오르게)
- 포인트 블랭크(KBS) - 보겔(모사 마스크리)
- 웰컴(KBS) - 카라티니(올리비에 라보르딘)
- 운명의 덩크슛(KBS)
- 베스트 키드(KBS) - 두간(마이클 아이언사이드)
- 음모자(KBS) - 존 윌키스 부스(토비 켑벨)
- 해리슨 포드의 의혹(KBS) - 레온(르랜드 갠트)
- 화소도(SBS)
- LA 스토리(SBS)
- 랜섬(SBS)
- 위대한 산티니(KBS)
- 800 블렛(SBS) - 엔리케(엔리케 마르티네즈) 외
- 코드46(KBS) - 호텔 주인 외
- 석양의 무법자(KBS) - 북부군 대위(알도 쥬프레) / 총가게 주인(엔조 페티토)
- 크로커다일 던디3(KBS) - 재코(알렉 윌슨)
- 언터처블: 1%의 우정(KBS) - 필립의 친구(그레고이레 오에스테르만) / 정원사(크리스티앙 아메리) / 면접 지원자(프랑소아즈 버레롭)
- 울프(KBS)
- 위험한 진실(KBS)
- 닥터 지마스(텔레노벨라) - 안토니오
- 삼국지 극장판(CHING) - 황개
- 웨딩 싱어(KBS) - 글렌(매튜 글레이브)
- 하드 레인(KBS)
- 머니 토크(SBS)
- 퍼블릭 에너미(KBS) - 호머 밴 미터(스티븐 도프)
- 피막(KBS) - 스님 / 상인
- 검은 고양이 흰 고양이(KBS) - 사펫
- 중환영웅(SBS)
- 초대받지 않은 손님(KBS)
- 로미오와 줄리엣(KBS)
- 비버리 힐스 캅 2(SBS) - 건축업자(리치몬드 해리슨) / 덴트의 경비원(빅터 매니)
- 미이라 2(KBS) - 록나흐(아데웰 아킨누오예 아바제)
- 볼케이노(KBS) - 흑인(마르첼로 테드포드)
- 여름연가(KBS) - 오케드 아빠
- 버추얼 웨폰(KBS) - 주뢰(석수) / 경호원(임국빈)
- 배트맨과 로빈(SBS) - 간수(랄프 묄러) / 불량배(쿨리오)
- 딥 라이징(KBS) - 비보(자이먼 운수)
- 도학위룡 3(SBS) - 동료 형사(진백상) / 경비원(진세등)
- 코드 46(KBS) - 데미안 알레칸(데이빗 팜)
- 공주는 못말려(SBS) - 유즈볼 왕자(필립 렝크)
- 로보캅 2(SBS) - 워렌 리드 경사(로버트 도퀴)
- 로보캅 3(KBS) - 쿤츠(스티븐 루트)

### 외화
- 메가레인저(SBS) - 티제이(블루)
- 디트로이트 락 시티(KBS) - 무대 사회자 멘트 / 총기 강도
- 닥터 후(KBS) - 올리버(에릭 포츠)
- 호텔 바빌론(KBS) - 지노 프리몰라(마틴 마르케즈)
- 심해원정대 오르페우스호(KBS) - 스터리지(론 도나치)
- 삼국지(KBS) - 한당
- 판관 포청천 2012(채널A) - 주권
- 스캔들(KBS) - 싸이러스(제프 페리)
- 신드바드(KBS) - 선장(폴 바버)
- 오펀 블랙(KBS) - 아트 벨(케빈 핸차드)
- 아틀란티스 (KBS) - 헤라클레스
- 리썰 웨폰(KBS) - 안젤로(존 피리)

### 특촬물
- 파워레인저 갤럭시포스(대원방송) - 쇼 론포(드래곤 커맨더), 오프닝 나레이션

### 방송
- 인형 보물섬(KBS)
- 대결 노래가 좋다(KBS2)
- 맹꽁서당(KBS2)
- 오천만의 일급비밀(KBS1)
- 쇼 토요특급(MBC)
- TV특종 놀라운 세상(MBC)
- 웹 투나잇(MBC)
- 슈퍼TV 일요일은 즐거워(KBS2)
- KBS 연예대상(KBS2)
- 비타민(KBS2)
- 해피 투게더(KBS2)
- KBS 스페셜(KBS1)
- KBS 무대 10년(바다로 간 열차)(KBS 제2라디오)
- KBS 라디오 극장 10년(열하광인)(KBS 라디오)
- KBS 라디오 극장 10년(열녀문의 비밀)(KBS 라디오)
- 가족오락관(KBS2,KBS1)
- TV쇼 진품명품(KBS2,KBS1)
- 우리말 겨루기(KBS1) - 내레이션
- 전국노래자랑 (KBS1) - 내레이션
- 도전! 골든벨 (KBS2,KBS1) - 내레이션 (1999년 1월 8일(접속!신세대 코너) ~ 2018년 6월 17일(독립 편성 이후))
- 우리말 겨루기 (KBS1) - 내레이션
- 지식나눔콘서트 아이 러브 인(SBS)
- 가족의 품격 풀하우스(KBS2)
- 너는 내 운명(KBS2)
- 뮤직뱅크(KBS2) - 노래소개
- 접속 해피타임(KBS2) - 내레이션
- 감성채널21(KBS2) - 내레이션
- 이유있는밤(KBS2) - 내레이션
- 개그콘서트(KBS2) - 내레이션
- 쇼 행운열차(KBS2) - 내레이션
- 자유선언 오늘은 토요일(KBS2) - 내레이션
- 연예가중계(KBS2) - 내레이션
- 톡톡 이브닝(KBS2) - 내레이션
- 실패열전 장밋빛 인생(KBS2) - 내레이션
- 스타 집현전(KBS2) - 내레이션
- 생생정보통(KBS2) - 내레이션
- 올드 미스 다이어리(KBS2)

### 게임
- 메크커맨더 2
- 삼국지 천명 2 - 미션 브리핑

### 인터넷
- 천애(옛날방송국) - 택시기사
- 레인보우 살인사건(옛날방송국) - 미군